# Měnová válka
Měnová válka je pojem označující praxi, při které v oblasti mezinárodní politiky a ekonomiky jednotlivé země oslabují vlastní měny (nákupem především cizích měn), aby tak podpořily domácí vývoz. V druhé dekádě 21. století se tento termín používal v souvislosti s měnovou politikou nejprve Čínské lidové republiky,[zdroj?] později USA a Japonska. Výsledkem této praxe je zvýšení množství peněz v oběhu, inflace a pokles kupní síly obyvatelstva.